# Сімейний альбом (фільм)
«Сімейний альбом» (англ. Family Album) — український документальний фільм 2023 року режисерки Марини Ткачук.
Світова прем'єра кінострічки відбулася 13 жовтня 2024 року в межах Варшавського міжнародного кінофестивалю. Прокат в Україні запланований на 21 листопада 2024 року.

## Сюжет
Британська фотографиня Самара Пірс десять років тому дізналася, що її прадід, австрієць Александр Вінербергер, став свідком Голодомору в Україні у 1932—1933 роках. Він зняв історичні фотографії голодного Харкова і вивіз їх до Австрії як дипломатичну пошту, ставши головним фотографом цієї трагедії. Він намагався привернути увагу світу до геноциду українців, але його не почули. Знайшовши його камеру та альбом із фотографіями, Самара переосмислила свій творчий шлях, присвятивши його Україні, Голодомору та сучасній російсько-українській війні. Через дев'яносто років після геноциду вона вирушила в Харківську область, щоби створити власні фотографії про тривалий геноцид українського народу.

## Акторський склад
- Самара Пірс
- Катерина Качан
- Михайло Войчук
- Сергій Солопай

## Знімальна група
- Режисери-постановники: Марина Ткачук
- Сценаристи: Марина Ткачук
- Оператори-постановники: В'ячеслав Раковський
- Оператори: Кирило Нікрашевич
- Композитори: Госейн Мірзаголі
- Звукорежисери: Андрій Обод
- Звукооператор: Іван Позднишев
- Режисери монтажу: Олексій Тараненко
- Продюсери: Андрій Корнієнко
  - Виконавчі продюсери: Злата Єфіменко
  - Лінійні продюсери: Анастасія Атаманчук

## УчастьПласту Австріїу зйомках фільму
На початку осені 2023-го року зйомки фільму переводилися у Зальцбурзі, а точніше на цвинтарі коло могили Александра Вінербергера.
Члени Пласту Австрії брали участь у вшануванні його пам'яті.

## Фестивалі
- 2024: Варшавський міжнародний кінофестиваль — світова прем'єра[3]

## Покази за кордоном
У Португалії (м. Порто) та на Кіпрі відбулися перегляди фільму. Пластуни Кіпру (м. Ларнац) відвідали перегляд.